# Carlos Saura
Carlos Saura Atarés (Huesca, 4 januari 1932 – Madrid, 10 februari 2023) was een Spaans filmregisseur. Hij was vooral bekend van dansfilms, in het bijzonder over flamenco.

## Opleiding
Zijn moeder was pianiste en zijn broer Antonio Saura schilder. Geboren in Huesca, in het noordelijke Aragón, beoefende hij als kind al fotografie. Hij ontving zijn diploma als filmregisseur te Madrid in 1957 van het Instituut voor Cinema Research en Studies. Hij gaf daar nadien les tot 1963.

## Carrière
In 1957-1958 regisseerde Saura zijn eerste film (Cuenca). In 1966 ontving hij de Zilveren Beer voor de beste regisseur op het 16e internationaal filmfestival van Berlijn voor zijn film La caza.
Het jaar daarop won hij opnieuw de Zilveren Beer voor zijn film Peppermint Frappé.
Zijn films La prima Angélica van 1973 en Cría cuervos (van de Spaanse uitdrukking cria cuervos y te sacarán los ojos, kweek raven en ze zullen je ogen uitpikken) uit 1975 wonnen de speciale prijs van de jury op het Filmfestival van Cannes. Zijn film Mama cumple cien años was genomineerd voor een Academy Award voor Beste Niet-Engelstalige film in 1979.
Saura maakte vier films over flamenco: Bodas de sangre, Carmen, El amor brujo en Flamenco. Nadien maakte hij dansfilms in andere genres: tango en fados.
Saura zei in een interview met het online film magazine, DearCinema.com: "Buñuel y la mesa del rey Salomón is de beste film die ik ooit gemaakt heb. Ik vind hem goed, maar niemand anders schijnt hem goed te vinden. Ik ben zeker dat Buñuel van deze film gehouden zou hebben, maar misschien alleen hij. Alles wat je ziet in de film steunt echt op gesprekken die ik met hem gevoerd heb.”
In 1990 kreeg hij de Goya Prijs als beste regisseur en beste scenario voor ¡Ay, Carmela!.
Hij regisseerde de officiële film Marathon voor de olympische spelen in Barcelona.
In 2008 ontving Carlos Saura een "Global Life Time Achievement Award" op het internationaal filmfestival van Mumbai.

## Privéleven
Carlos Saura huwde in 1957 met Adela Medrano. Ze kregen twee zonen: Carlos in 1958 en Antonio in 1960. Hij hertrouwde op 27 december 1982 met Mercedes Pérez. Ze kregen drie zonen: Manuel in 1980, Adrián in 1984 en Diego in 1987.
Hij had bovendien in 1974 een zoon, Shane, met de actrice Geraldine Chaplin. Na zijn tweede huwelijk kreeg hij in december 1994 een dochter, Ana, met Eulalia Ramón.
Saura overleed in 2023 op 91-jarige leeftijd.

## Werk
- 1956 : El Pequeño río Manzanares (korte documentaire)
- 1957 : La Tarde del domingo (kortfilm)
- 1958 : Cuenca (korte documentaire)
- 1960 : Los golfos
- 1964 : Llanto por un bandido
- 1966 : La caza
- 1967 : Peppermint Frappé
- 1968 : Stress-es tres-tres
- 1969 : La madriguera
- 1970 : El jardín de las delicias
- 1973 : Ana y los lobos
- 1973 : La prima Angélica
- 1975 : Cría cuervos
- 1977 : Elisa, vida mía
- 1978 : Los ojos vendados
- 1979 : Mamá cumple cien años
- 1980 : Deprisa, deprisa
- 1981 : Bodas de sangre
- 1982 : Dulces horas
- 1982 : Antonieta
- 1983 : Carmen
- 1984 : Los zancos
- 1986 : El amor brujo
- 1988 : El Dorado
- 1989 : La noche oscura
- 1990 : ¡Ay, Carmela!
- 1992 : El Sur (naar het gelijknamige verhaal van Jorge Luis Borges)
- 1992 : Marathon
- 1992 : Sevillanas
- 1993 : ¡Dispara!
- 1995 : Flamenco
- 1996 : Taxi
- 1997 : Pajarico
- 1998 : Tango
- 1999 : Goya en Burdeos
- 2001 : Buñuel y la mesa del rey Salomón
- 2002 : Salomé
- 2004 : El séptimo día
- 2005 : Iberia
- 2007 : Fados
- 2008 : Sinfonía de Aragón (kortfilm)
- 2009 : Io, Don Giovanni
- 2010 : Flamenco, Flamenco (documentaire)
- 2015 : Zonda: folclore argentino (documentaire)